# Classe Bay (fregata)
La classe Bay  fu una classe di 26 fregate antiaeree costruite per la Royal Navy, ordinate nel War Emergency Programme del 1943. Un'unità fu cancellata e sei furono terminate come navi portaordini e navi oceanografiche. Tutte le unità furono costruite da scafi incompleti di fregate antisommergibile classe Loch.
Tra il 1959 e il 1961 quattro fregate (Bigbury Bay, Burghead Bay, Morecambe Bay e Mounts Bay) furono trasferite alla marina portoghese. Tra il 1966 e il 1968, con base in Mozambico, queste navi furono parte del deterrente navale portoghese contro la Pattuglia di Beira della Royal Navy. Nel 1966 la marina portoghese comprò anche la nave oceanografica Dalrymple, che servì fino al 1983.

## Progetto
La classe Bay utilizzò lo scafo, i motori, gli alberi a traliccio e le sovrastrutture della classe Loch, così da poter utilizzare unità non ancora completate di questa classe. L'armamento fu alterato per il ruolo antiaereo, con cannoni doppi a fuoco rapido da 102 mm Mark XVI a prua e a poppa su affusti HA/LA Mark XIX a controllo remoto, controllato da un apparecchio di punteria Mark V sul ponte e dal radar Type 285 per il controllo del tiro. A causa di una penuria di cannoni da 102 mm e dei loro affusti, molte navi li ricevettero grazie alla rimozione di questi dai cacciatorpediniere classe V e W (convertiti per la lotta antiaerea) dismessi e da cacciatorpediniere classe Hunt che erano un completo fallimento costruttivo. Un paio di affusti Mark V per cannoni doppi Bofors da 40 mm erano posizionati a mezza nave, ognuno con il suo semplice apparecchio di punteria tachimetrico per il controllo del tiro. L'armamento contraereo era completato da un paio di affusti Mark V per mitragliere doppie Oerlikon da 20 mm, montate sulle alette di plancia. In seguito le Oerlikon furono sostituite con cannoni Bofors con singoli affusti Mark VII e un ulteriore paio fu aggiunto a mezza nave su piattaforme sopraelevate. Come deterrente antisommergibile le unità avevano un Porcospino montato sul castello di prua e due rastrelliere di bombe di profondità con quattro lanciatori, per un totale di 50 bombe.
Oltre al Radar Type 285 per la direzione del tiro, le unità erano equipaggiate con il Type 291 per la ricerca di aerei e con il Type 276 (in seguito 293) per l'illuminazione dei bersagli aerei, entrambi montati in testa d'albero. I trasponder d'identificazione IFF erano ugualmente trasportati sull'albero per distinguere gli aerei nemici da quelli amici. Il rivelatore di direzione ad alta frequenza (HF/DF) era trasportato su di un'asta a poppa dell'albero principale.
Sei classe Bay furono completate con progetti differenti. La Dundrum Bay e la Gerrans Bay furono ribattezzate Alert and Surprise e completate come navi "portaordini", navi di rappresentanza dei comandanti in capo della flotta del Mediterraneo e dell'Estremo Oriente. Queste navi non ricevettero i cannoni Bofors con affusto Mark V e i cannoni poppieri da 102 mm ed ebbero una sovrastruttura estesa che continuava oltre un alto albero principale per avere più spazio per le bandiere. Le altre quattro navi furono completate come navi oceanografiche, nello specifico per occuparsi del grande numero di relitti non mappati e mine che erano rimasti attorno alle isole britanniche dalla guerra. Non erano armate, se non per i cannoni da tre libbre per i saluti formali. Ebbero ponti coperti ridotti a prua rispetto alle fregate e trasportavano barche da ricerca sotto a paranchi di carico davanti al fumaiolo e attrezzatura per lo sminamento a poppa.

## Unità
| Nome                  | Nomi precedenti           | Costruttore                     | Impostazione      | Varo              | Completamento     | Note                                                                    |
| --------------------- | ------------------------- | ------------------------------- | ----------------- | ----------------- | ----------------- | ----------------------------------------------------------------------- |
| Bigbury Bay (K606)    | Loch Carloway             | Hall Russell, Aberdeen          | 30 maggio 1944    | 16 novembre 1944  | 10 luglio 1945    | Venduta al Portogallo nel 1959 col nome Pacheco Pereira (F337)          |
| Burghead Bay (K622)   | Loch Harport              | Charles Hill & Sons, Bristol    | 21 settembre 1944 | 3 marzo 1945      | 20 settembre 1945 | Venduta al Portogallo nel 1959 col nome Álvares Cabral (F336)           |
| Cardigan Bay (K630)   | Loch Laxford              | Henry Robb, Leith               | 14 aprile 1944    | 28 dicembre 1944  | 25 giugno 1945    |                                                                         |
| Carnarvon Bay (K630)  | Loch Maddy                | Henry Robb                      | 8 giugno 1944     | 15 marzo 1945     | 20 settembre 1945 |                                                                         |
| Cawsand Bay (K644)    | Loch Roan                 | Blyth Dry Dock, Blyth           | 24 aprile 1944    | 26 febbraio 1945  | 13 novembre 1945  |                                                                         |
| Enard Bay (K435)      | Loch Brachdale            | Smiths Dock, South Bank         | 27 maggio 1944    | 31 ottobre 1944   | 4 gennaio 1946    |                                                                         |
| Hollesley Bay (K614)  | Loch Fannich              | Smiths Dock                     | -                 | -                 | -                 | Cancellata nel 1945                                                     |
| Largo Bay (K423)      | Loch Foin                 | William Pickersgill, Sunderland | 8 febbraio 1944   | 3 ottobre 1944    | 26 gennaio 1946   |                                                                         |
| Morecambe Bay (K624)  | Loch Heilen               | William Pickersgill             | 30 aprile 1944    | 11 novembre 1944  | 11 marzo 1946     | Venduta al Portogallo nel 1961 col nome Dom Francisco de Almeida (F479) |
| Mounts Bay (K627)     | Loch Kilbernie            | William Pickersgill             | 23 ottobre 1944   | 8 giugno 1945     | 11 aprile 1949    | Venduta al Portogallo nel 1961 col nome Vasco da Gama (F478)            |
| Padstow Bay (K608)    | Loch Coulside             | Henry Robb                      | 25 settembre 1944 | 25 settembre 1945 | 11 marzo 1946     |                                                                         |
| Porlock Bay (K650)    | Loch Seaforth, Loch Muick | Charles Hill & Sons             | 22 novembre 1944  | 14 giugno 1945    | 8 marzo 1946      | Venduta alla Finlandia nel 1962 col nome Matti Kurki                    |
| St Austell Bay (K634) | Loch Lyddoch              | Harland & Wolff, Belfast        | 30 maggio 1944    | 18 novembre 1944  | 29 maggio 1945    |                                                                         |
| St Brides Bay (K600)  | Loch Achility             | Harland & Wolff                 | 30 maggio 1944    | 16 gennaio 1945   | 6 settembre 1945  |                                                                         |
| Start Bay (K604)      | Loch Arklet               | Harland & Wolff                 | 31 agosto 1944    | 15 febbraio 1945  | 10 luglio 1945    |                                                                         |
| Tremadoc Bay (K605)   | Loch Arnish               | Harland & Wolff                 | 31 agosto 1944    | 29 marzo 1945     | 11 ottobre 1945   |                                                                         |
| Veryan Bay (K651)     | Loch Swannay              | Charles Hill & Sons             | 8 giugno 1944     | 11 novembre 1944  | 13 maggio 1945    |                                                                         |
| Whitesand Bay (K633)  | Loch Lubnaig              | Harland & Wolff                 | 8 agosto 1944     | 16 dicembre 1944  | 30 luglio 1945    |                                                                         |
| Widemouth Bay (K615)  | Loch Frisa                | Harland & Wolff                 | 24 aprile 1944    | 19 ottobre 1944   | 13 aprile 1945    |                                                                         |
| Wigtown Bay (K616)    | Loch Garasdale            | Harland & Wolff                 | 24 ottobre 1944   | 26 aprile 1945    | 19 aprile 1946    |                                                                         |

| Nome            | Nomi precedenti            | Costruttore    | Impostazione   | Varo           | Completamento    |
| --------------- | -------------------------- | -------------- | -------------- | -------------- | ---------------- |
| Alert (K647)    | Dundrum Bay, Loch Scamdale | Blyth Dry Dock | 28 luglio 1944 | 10 luglio 1945 | 24 ottobre 1946  |
| Surprise (K346) | Gerrans Bay, Loch Carron   | Smiths Dock    | 21 aprile 1944 | 14 marzo 1945  | 9 settembre 1946 |

| Nome             | Nomi precedenti           | Costruttore         | Impostazione      | Varo              | Completamento     | Note                                                             |
| ---------------- | ------------------------- | ------------------- | ----------------- | ----------------- | ----------------- | ---------------------------------------------------------------- |
| Cook (K638)      | Pegwell Bay, Loch Mochrum | William Pickersgill | 30 novembre 1944  | 24 settembre 1945 | 20 luglio 1950    |                                                                  |
| Dalrymple (K427) | Luce Bay, Loch Glass      | William Pickersgill | 29 aprile 1944    | 12 aprile 1945    | 10 febbraio 1949  | Venduta nel 1966 al Portogallo come Afonso de Albuquerque (A526) |
| Dampier (K611)   | Herne Bay, Loch Eil       | Smiths Dock         | 30 settembre 1944 | 19 ottobre 1945   | 23 settembre 1949 |                                                                  |
| Owen (K640)      | Thurso Bay, Loch Muick    | Hall Russell        | 7 agosto 1944     | 15 maggio 1945    | 14 giugno 1948    |                                                                  |